# Tylobolus utahensis
Tylobolus utahensis är en mångfotingart som beskrevs av Chamberlin 1925. Tylobolus utahensis ingår i släktet Tylobolus och familjen Spirobolidae. Inga underarter finns listade i Catalogue of Life.